# John Two-Hawks
John Two-Hawks es un músico estadounidense. Se sabe que puede tocar varios instrumentos aunque principalmente se le encuentra tocando flautas. Ha lanzado varios CD y DVD y también ha escrito varios libros. Realizó una colaboración en la canción de Nightwish Creek Mary's Blood del álbum Once, en la que interpreta varias flautas, canta y recita. También hizo una aparición en el DVD End of an Era grabado el 21 de octubre de 2005. 
John Two-Hawks es un estadounidense, que lleva actuando en conciertos en vivo de forma profesional desde principios de la década de 1990. Canta y toca muchos instrumentos, pero se le conoce mejor como un pionero y un virtuoso de la Flauta nativa Americana. Hasta la fecha, ha producido dieciséis grabaciones de CD y un DVD y también ha escrito varios libros llenos de la sabiduría Nativa Americana, los cuales suelen acompañar a algunos de sus CD. A menudo ofrece lecturas sobre la cultura e historia de los Nativos Americanos en escuelas y universidades, y ha compartido tiempo con presidentes, senadores y estrellas de cine como orador invitado.
Aparece como vocalista Nativo Americano y tocador de flauta de cedro en la canción "Creek Mary's Blood" en el álbum Once de Nightwish. También apareció en el CD/DVD End of an Era de la misma banda, una grabación de su actuación en vivo en Helsinki, Finlandia, el 21 de octubre de 2005. Allí interpretó "Stone People" de su álbum Honor, como preludio de "Creek Mary's Blood" que después interpretó con la banda ante 12,000 espectadores.
Otras colaboraciones incluyen conciertos y grabaciones con el cantante y flautista celta Seamus Byrne, el guitarrista clásico Sir Charles Hammer, el pianista Bastiaan Pot y el guitarrista/bajista Van Adams. Ha compuesto e interpretado la música y efectos de sonido para el audio CD que acompaña el libro infantil del escritor Lakota Sicangu Joseph M. Marshall III y el ilustrador Sioux Yankton Joseph Chamberlain. Two-Hawks también fue coproductor del libro. John Two-Hawks fue el músico invitado en la banda sonora de la producción de la HBO "Bury my heart at Wounded Knee" que se emitió por primera vez en mayo de 2007. La grabación musical de George S. Clinton que contó con la música de Two-Hawks, ganó una de las 17 nominaciones a los Premios Emmy, y fue editada en CD como banda sonora en 2007. De todas formas, John Two-Hawks es primordialmente un solista, y aunque sus composiciones incluyen muchos instrumentos diferentes, los toca todos él sólo.
En el presente John Two-Hawks vive en las Montañas Ozark, en Arkansas.

## Discografía
- Red and Blue Days
- Voices (junio del 2000)
- Good Medicine (marzo de 2001) - Libro
- Traditions (septiembre del 2001) - Con Manach (Seamus Byrne)
- Heal (julio del 2002)
- Peace on Earth (noviembre de 2003) - Música navideña
- Honor (marzo del 2004)
- Wild Eagles DVD (2004) -
- Signature Series 2-CD Set (abril de 2005)
- How Not To Catch Fish and Other Adventures of Iktomi (junio de 2005) -
- Beauty Music (2006) - Con Seamus Byrne y Sir Charles Hammer
- Come to the Fire (abril de 2006) -
- Touch the Wind (2006) - Con Bastiaan Pot
- Cedar Dreams (julio de 2007)
- Elk Dreamer (marzo de 2008)